# Cryptocentrus albidorsus
Cryptocentrus albidorsus es una especie de peces de la familia de los Gobiidae en el orden de los Perciformes.

## Morfología
Los machos pueden llegar a alcanzar los 7,5 cm de longitud total.

## Distribución geográfica
Se encuentra en las Filipinas, Taiwán, las Islas Ryukyu y República de Palau.

## Observaciones
Es inofensivo para los humanos.